# Токана
Токана (рум. tocana, угор. tokány) — традиційна м'ясна страва румунської і молдовської кухні на кшталт рагу. Ймовірно, було запозичено з угорської кухні, де воно називається «токань» (tokány). На відміну від схожих угорських м'ясних страв (гуляш, перкельт, паприкаш), для tokány яловичина або телятина нарізаються на довгі смужки розміром з чипси, а решта трьох страв готується просто зі шматочків м'яса. Також у Угорщині в токань додаються гусяча печінка, гриби, боби, спаржа та зелена петрушка, іноді сметана. Паприка іноді замінюється чорним перцем або майораном.
У Трансильванії токана готується зі шматочків яловичини, свинини або телячих нирок.
У близькій молдовській кухні, токана — страва з різного м'яса (свинина, яловичина, кролятина, пташине м'ясо) або риби. Традиційно подається з мамалиґою.